# Distretto di Kheireddine
Il distretto di Kheireddine è un distretto della Provincia di Mostaganem, in Algeria.

## Comuni
Il distretto di Kheireddine comprende 3 comuni:
- Kheireddine
- Aïn Boudinar
- Sayada